# Slovenska popevka 1980
Slovenska popevka 1980 je potekala od 2. do 4. oktobra v Linhartovi dvorani Cankarjevega doma pod imenom Dnevi slovenske zabavne glasbe – Ljubljana '80. Predstavilo se je 14 novih popevk, ki so bile zadnjič zapete v dveh izvedbah, domači in tuji. V okviru festivala se je posebej predstavilo tudi 13 šansonov. Prvi večer je vodil Miha Baloh, drugega Miša Molk, tretjega pa Monika Glavič in Vili Vodopivec.

## Popevke

### Nastopajoči
| #   | Slovenska izvedba      | Tuja izvedba                  | Naslov pesmi            | Avtor glasbe     | Avtor besedila  | Avtor aranžmaja             |
| --- | ---------------------- | ----------------------------- | ----------------------- | ---------------- | --------------- | --------------------------- |
| 1.  | 12. nadstropje         | Jana Kratochvílová (Češka)    | Račun brez krčmarja     | Martin Žvelc     | Janez Hvale     | Martin Žvelc                |
| 2.  | Nina Božič             | Anki Lindqvist (Finska)       | Nova zvezda             | Braco Doblekar   | Tomaž Domicelj  | Braco Doblekar              |
| 3.  | Ivek Baranja           | Andrzej Mossakowski (Poljska) | Berač                   | Jani Golob       | Dušan Bižal     | Jani Golob                  |
| 4.  | Prizma                 | COD (Bosna in Hercegovina)    | Bermudski trikotnik     | Danilo Kocjančič | Drago Mislej    | Danilo Kocjančič            |
| 5.  | Ditka Haberl           | Red Hurley (Irska)            | Kako naj ti povem       | Jani Golob       | Daniel Levski   | Jani Golob                  |
| 6.  | Hazard                 | Per Müller (Zahodna Nemčija)  | Vsak je sam             | Tadej Hrušovar   | Dušan Velkaverh | Braco Doblekar              |
| 7.  | Moni Kovačič           | Catherine Vigar (Malta)       | Utrip mladosti          | Veselin Oršolić  | Darja Keber     | Veselin Oršolić, Jani Golob |
| 8.  | Vlado Kreslin          | Labi Siffre (Luksemburg)      | Dan neskončnih sanj     | Aleš Strajnar    | Dušan Velkaverh | Aleš Strajnar               |
| 9.  | Neca Falk & Predmestje | Kati Kovács (Madžarska)       | Storila bom to          | Andrej Pompe     | Daniel Levski   | Andrej Pompe                |
| 10. | Tomaž Domicelj         | Brooks (Velika Britanija)     | Hej, Meri               | Tomaž Domicelj   | Tomaž Domicelj  | Tomaž Domicelj              |
| 11. | Branka Kraner          | Dražen Žanko (Hrvaška)        | Hvali novo, čuvaj staro | Jure Robežnik    | Dušan Velkaverh | Dečo Žgur                   |
| 12. | Oto Pestner            | Dina Straat (Vzhodna Nemčija) | Z druge strani          | Peter Gruden     | Peter Gruden    | Dečo Žgur                   |
| 13. | Pepel in kri           | Santino Rocchetti (Italija)   | Disko zvezda            | Tadej Hrušovar   | Dušan Velkavrh  | Tadej Hrušovar, Dečo Žgur   |
| 14. | Prah                   | Cvrčak i mravi (Srbija)       | Halo, Nataša            | Miha Kralj       | Dušan Bižal     | Miha Kralj                  |

### Seznam nagrajencev
Nagrade občinstva
- 1. nagrada: Storila bom to Andreja Pompeta (glasba) in Daniela Levskija (besedilo) v izvedbi Marjetke Nece Falk & Predmestja v alternaciji s Kati Kovács
- 2. nagrada: Halo, Nataša Mihe Kralja (glasba) in Dušana Bižala (besedilo) v izvedbi skupine Prah v alternaciji s skupino Cvrčak i mravi
- 3. nagrada:

- Vsak je sam Tadeja Hrušovarja (glasba) in Dušana Velkaverha (besedilo) v izvedbi skupine Hazard v alternaciji s Perom Müllerjem
- Hej, Meri Tomaža Domicelja (glasba in besedilo) v izvedbi Tomaža Domicelja v alternaciji s skupino Brooks

Nagrade mednarodne žirije
- 1. nagrada: Dan neskončnih sanj Aleša Strajnarja (glasba) in Dušana Velkaverha (besedilo) v izvedbi Vlada Kreslina v alternaciji z Labijem Siffrejem
- 2. nagrada: Kako naj ti povem Janija Goloba (glasba) in Daniela Levskija (besedilo) v izvedbi Ditke Haberl v alternaciji z Redom Hurleyjem
- 3. nagrada: Berač Janija Goloba (glasba) in Dušana Bižala (besedilo) v izvedbi Iveka Baranje v alternaciji z Andrzejem Mossakowskim

Nagrada za najboljše besedilo
- Dušan Bižal za pesem Berač

Nagrada za najboljši aranžma
- Jani Golob za pesem Kako naj ti povem

## Pesmi svobodnih oblik – šansoni
| #   | Izvajalec                    | Naslov pesmi                | Avtor glasbe    | Avtor besedila  |
| --- | ---------------------------- | --------------------------- | --------------- | --------------- |
| 1.  | Elda Viler                   | Ob začetku                  | Jani Golob      | Srečko Kosovel  |
| 2.  | Lado Leskovar & Džejbi       | Zlati plevel                | Matjaž Jarc     | Matjaž Jarc     |
| 3.  | Renata Brumec                | O, drobne ptice mojega srca | Renata Brumec   | Alojz Gradnik   |
| 4.  | Marijan Smode                | A ti govoriš                | Marijan Smode   | Marijan Smode   |
| 5.  | Tatjana Dremelj & Predmestje | Gostilniška miniatura       | Andrej Pompe    | Daniel Levski   |
| 6.  | Meri Avsenak                 | Človek na sredi             | Bojan Adamič    | Dušan Bižal     |
| 7.  | Edvin Fliser                 | Stara pesem                 | Jani Golob      | Janez Menart    |
| 8.  | Alenka Pinterič              | Samota                      | Ati Soss        | Branko Šömen    |
| 9.  | Prelom                       | Mimogrede                   | Tomaž Kozlevčar | Oton Župančič   |
| 10. | Mateja Koležnik              | Veš                         | Mateja Koležnik | Mateja Koležnik |
| 11. | Karli Arhar                  | Promenada                   | Milan Ferlež    | Ervin Fritz     |
| 12. | Majda Sepe                   | Ne ubežiš mi                | Mojmir Sepe     | Jože Šmit       |
| 13. | Elda Viler                   | Večer za dva                | Ati Soss        | Elza Budau      |